# Provinz Asti
Die Provinz Asti ist eine der acht Provinzen der Region Piemont in Italien. Sie hat eine Fläche von 1.493 km² mit 207.239 Einwohnern (Stand 31. Dezember 2023). Der Hauptort ist die gleichnamige Stadt Asti. Die Provinz wurde zum 1. April 1935 aus der Provinz Alessandria ausgegliedert.

## Größte Gemeinden
(Stand 31. Dezember 2023)
| Gemeinde               | Einwohner |
| ---------------------- | --------- |
| Asti                   | 73.401    |
| Canelli                | 10.031    |
| Nizza Monferrato       | 10.063    |
| San Damiano d’Asti     | 08.054    |
| Costigliole d’Asti     | 05.646    |
| Villanova d’Asti       | 05.496    |
| Castagnole delle Lanze | 03.664    |
| Moncalvo               | 02.771    |
| Castelnuovo Don Bosco  | 03.092    |
| Villafranca d’Asti     | 02.934    |